# Hellenders
Gli Hellenders sono un gruppo di supereroi DC Comics creati dallo scrittore William Messner-Loeb.

## Biografia del gruppo
Gli Hellenders sono un gruppo di supereroi cacciatori di demoni guidati da un uomo misterioso noto con l'alias di Nathaniel. Nipote di un noto predicatore metodista, Nathaniel portò la crociata della sua famiglia al livello successivo. Lavorando con la CIA e l'FBI, gli Hellenders cercano di evitare che i cittadini dell'Inferno possano accedere al mondo mortale e distruggono creature super naturali come vampiri, lupi mannari e ghuls. Viaggiano di luogo in luogo nell'Angelwing, un velivolo in grado di raggiungere la velocità di 200 miglia orarie, che può rendersi invisibile ai radar e che possiede cannoni laser sia davanti che dietro.

## Amazzoni
Quando Nathaniel scoprì che Wonder Woman aveva accesso al piano astrale e quindi a molte terre mitologiche, temette che avrebbe cercato di trasportarsi fisicamente nell'Oltretomba, dopo aver avuto violenti incubi della sua ex sorella Amazzone Artemide sotto tortura da parte dei demoni, per cercare di salvarla. Nathaniel temeva che se Diana l'avesse fatto, il cambiamento fisico verso quel regno avrebbe aperto dei portali da qualche altra parte, permettendo ai demoni di entrare nel mondo mortale. A causa di ciò, decise di inviare un gruppo di Hellenders perché tenessero Diana costantemente sott'occhio. Sfortunatamente arrivarono troppo tardi quando Diana riuscì infine a trasportarsi con successo da Artemide nell'Aldilà, causando la fusione delle due realtà in alcuni aspetti.
Quando Diana fece ritorno al mondo mortale, Nathaniel scoprì che vi era ritornata con Artemide al suo fianco.
Dato che Artemide passò del tempo nell'Oltretomba, Nathaniel inviò alcuni Hellenders a invitare la rediviva Amazzone a fare parte del gruppo, e lei accettò a condizione che potesse unirsi a loro anche la sua amica Henrietta Jessup. Anche se aggravati dal fatto di dover addestrare Henrietta che era una civile senza un addestramento di nessun tipo, Nathaniel accettò grazie al prospetto di avere Artemide con loro.

### Nuovo sangue
Artemide, ora chiamandosi con il nome in codice di Requiem, si dimostrò un valido membro della squadra in quanto capiva e parlava la lingua infernale ed era senza pietà quando uccideva i demoni. Aiutò anche ad addestrare Henrietta, ora una riserva degli Hellenders sotto il nome in codice di Sojourner, in numerose forme di combattimento. Scoprirono che Nathaniel utilizzò la sua vasta fortuna per pagare la città di Waverly, Pennsylvania così che potessero utilizzare la città come base d'addestramento quando fosse stato necessario. Sospettosa sul perché una città intera avrebbe permesso a una squadra di caccia-demoni di trasferirsi lì senza fare domande, Sojourner avviò un'indagine, e scoprì presto che mezza città era troppo terrorizzata per parlarle a causa della strana scomparsa di alcuni cittadini in aggiunta a suoni e canti bestiali nel cuore della notte. L'altra metà della città teneva violentemente la prima metà in silenzio perché speravano di ricevere ancora fondi dagli Hellenders.

### Guerra dei Demoni
Si venne successivamente a sapere che il demone principe ex marito di Artemide, Dalkriig-Hath, fu in grado di convincere Nathaniel che il demone era un angelo caduto che desiderava rientrare in Paradiso. Sotto le spoglie dell'Angelo Caduto, insegnò a Nathaniel numerosi incantesimi che avrebbero dovuto distruggere i demoni, invece questi incantesimi potenziavano quelli che si trovavano già sulla Terra. Quindi, questi utilizzarono i loro nuovi poteri per uccidere i cittadini di Waverly come sacrificio a Dalkriig-Hath. Questi sacrifici rafforzarono di molto il demone, permettendogli di creare dei portali di collegamento dall'Oltretomba al mondo mortale. Utilizzando questi portali, Dalkriig-Hath riuscì a scappare dal suo mondo verso New Orleans nel tentativo di vendicarsi di Artemide.
Durante questo calvario, Dalkriig-Hath riuscì a uccidere numerosi Hellenders e trasformò i restanti in membri della sua armata di demoni. Dopo aver ritrasformato i demoniaci Hellenders di nuovo in umani, Artemide fu in grado di uccidere Dalkriig-Hath, lasciando il suo regno alla più benevolente demone Belyllioth. Come gesto di ringraziamento per averle dato il trono di Dalkriig-Hath, Belyllioth garantì ad Artemide un desiderio: Artemide desiderò che i membri degli Hellenders e dei cittadini innocenti uccisi da Dalkriig-Hath ritornassero in vita. Belyllioth mantenne la sua promessa e gli hellenders furono di nuovo tutti insieme, in tutto ritornarono sette anime: Nathaniel, Pellmell, Snow Owl, Catapult e Signal Ray, insieme all'umana Rebecca Fradden e la sua neonata Rosie.

### Segreti rivelati
Artemide e il suo compagno Hellender Sure-Shot furono vicini al creare una relazione dovuta all'interesse reciproco. Tutto questo però cambiò durante la missione contro Dalkriig-Hath in quanto Sure-Shot sembrò avere un crollo psicotico durante la battaglia e scappò via dal gruppo. Quando gli fu chiesto cosa era accaduto, Deadfall rivelò che Nathaniel aveva ordinato a numerosi Hellenders (Sure-Shot incluso) di assumere sostanze stupefacenti al fine di mantenerli senza paura in battaglia contro demoni e ghuls. Nel corso del tempo, il sistema nervoso di Sure-Shot cominciò a rigettare gli effetti delle droghe, e questo causò la scomparsa dell'interesse amoroso nei suoi confronti. Se l'uso di droghe all'interno del gruppo continuò o meno dopo la scoperta di Artemide, è ignoto.

### L'Uscita di Artemide
Sapendo che Etrigan il Demone era libero a Gateway City, Nathaniel inviò Artemide a distruggerlo. La sua missione fallì poiché l'ex Amazzone scoprì che era benigno e che risiedeva nel corpo dell'innocente essere immortale Jason Blood. Dopo essersi riunita a Wonder Woman e alle Amazzoni durante questa missione, Artemide volle ritornare nella tribù Amazzone di Themyscira. Divenne un membro di riserva, lasciando Sojourner a riempire il suo vuoto come membro a tempo pieno.

## Membri del gruppo
- Nathaniel (Leader) - Ha un uncino affilato come un rasoio al posto di una mano ed è un mago principiante. Perse la sua mano durante una battaglia con una "creatura della notte".
- Sure-Shot (Capitano della Squadra) - Un maestro di arsenali e armi di proiezione. Noto in precedenza come Mr. Arma, l'arsenale vivente.
- Requiem - Amazzone guerriera.
- Sojourner - Amazzone novizia. Il suo vero nome è Henrietta Sojourner Jessup. In origine voleva diventare un ufficiale di polizia.
- Deadfall - Potenziato artificialmente con un doppio cromosoma Y. Controllo sulla forza e sul testosterone.
- Shock Treatment - Marcia Hargis da Far Castle, Pennsylvania. Possiede poteri elettrici e può volare. È la consigliera e guardia del corpo di Nathaniel. Il nome di sua madre è Lila, suo fratello si chiama Danny e le sue sorelle sono Beth e Jessie.
- Myst - Può trasformarsi in vapore. È l'addestratore della squadra.
- Spiral - Generazione di cicloni.
- Corrode - Decomposizione fisica potenziata dalla sua armatura.
- Rewind - Sconosciuto. Potrebbe essere un altro alias di Spiral in quanto lui/lei non si è mai mostrato/a.
- Warhammer - Super forza, resistenza e esperto di armi a mano. Fu uno dei primi ad unirsi agli Hellenders. Fanatico sul preservare il "bene".
- Download - Androide.
- Snow Owl - Generazione del freddo, ex agente del KGB dalla Russia.
- Pellmell - Velocista da Manchester, Inghilterra. Secondo Artemide non sa quando fermarsi, in senso buono.
- Signal Ray - Telepate e telecineta dalla Bosnia.
- Catapult - Ex famoso calciatore Italiano provvisto di arti bionici.

## Comparse
- Miniserie Artemis: Requiem
- Wonder Woman vol. 2 n. 123